# Mindaugas Maksimaitis
Mindaugas Maksimaitis (* 13. Juni 1933 in Kėdainiai) ist ein litauischer Rechtshistoriker, Professor für Rechtsgeschichte an der Mykolas-Romeris-Universität.
Der Vater von M. Maksimaitis war Soldat und die Mutter Lehrerin. Seit 1935 wohnte die Familie in Panevėžys.

## Ausbildung
1943 absolvierte Mindaugas Maksimaitis die Grundschule und lernte weiter am 1. Jungengymnasium Panevėžys in den Klassen eins bis vier (1943-1947). 1951 absolvierte er ein Studium am Lehrerseminar Panevėžys sowie 1956 das Diplomstudium der Rechtswissenschaften  an der Rechtsfakultät der  Universität Vilnius (VU). Von 1960 bis 1963 studierte Mindaugas Maksimaitis in der Aspirantur in der Sektion für Recht des Wirtschaftsinstituts an der Akademie der Wissenschaften Litauens und promovierte an der VU zum Kandidaten der Rechtswissenschaften. Danach studierte er an der Fakultät für Weiterbildung der M. Lomonossow-Universität in Moskau (je ein Semester 1969, 1978 und 1984).
1984 habilitierte Maksimaitis an der Lomonossow-Universität zum Doktor der Rechtswissenschaften zum Thema Rechtsgeschichtliche Analyse des Litauischen Staates in der Zeit von 1919 bis 1940.

## Tätigkeit
Von Dezember 1955 bis 1960 arbeitete Maksimaitis in der Staatsanwaltschaft Kėdainiai und Vilnius. Seit 1963 unterrichtete  er als Oberhochschullehrer am Lehrstuhl für Rechtstheorie und Rechtsgeschichte an der VU (seit 1968 Dozent und seit 1986 als Professor für ausländische Rechtsgeschichte). Ab 1992 bis 2000 leitete er die Rechtsabteilung des Litauischen Philosophie- und Soziologieinstituts und war als oberer wissenschaftlicher Mitarbeiter tätig.
Ab 1997 lehrte Mindaugas Maksimaitis auch als Professor am Lehrstuhl für Verfassungsrecht der Lietuvos teisės universitetas. Vom Februar 2000 bis 2002 leitete Mindaugas Maksimaitis den Lehrstuhl für Rechtsgeschichte. Zu seinen Forschungsgebieten gehören die litauische Rechtsgeschichte und Geschichte der Rechtsideen. Daneben publizierte er zahlreiche Artikel für Visuotinė lietuvių enciklopedija und nahm mehrmals mit seinen Vorträgen an internationalen und nationalen Konferenzen teil.
Mindaugas Maksimaitis ist verheiratet.

## Ehrungen
- 2012: Ehrenprofessor
- 2013: Emeritus

## Publikationen
Monografien
- Lietuvos teisės šaltiniai 1918-1940 metais. Vilnius: Justitia, 2001, 200 p.
- Lietuvos valstybės konstitucijų istorija (XX a. pirmoji pusė). Vilnius: Justitia, 2005, 392 p.
- Valstybės taryba Lietuvos teisinėje sistemoje (1928-1940). Vilnius: Justitia, 2006, 181 p.
- Mykolas Römeris – Lietuvos sūnus. Vilnius: MRU, 2006, 317 p.

Lehrbücher
- Užsienio teisės istorija. Vilnius: Justitia, 2002, 443 p.
- Lietuvos teisės istorija. Vilnius: Justitia, 2002, 538 p.  (Mitautor)
- Lietuvos konstitucinė teisė. Vilnius: LTU, 2001, 779 p. (Mitautor)

Biographisches
Seit Perestrojka wurden viele Werke von Professor Mykolas Römeris veröffentlicht:
- „Lietuvos sovietizacija 1940-1941: Istorinė sovietizacijos apžvalga ir konstitucinis jos įvertinimas“, 1989
- „Lietuvos konstitucinės teisės paskaitos“ (antroji dalis), 1990
- M. Römeris.  „Unitarinė valstybė ir valstybiniai junginiai“, Monografie

## Auszeichnungen
- Prof. Mykolas-Romeris-Preis, 2005
- Wissenschaftspreis Litauens, 2007